# Bernd Schneider (Rennfahrer)
Bernd Robert Schneider (* 20. Juli 1964 in St. Ingbert) ist ein deutscher Automobilrennfahrer. Er startete zwischen 1986 und 2008 zu über 200 Rennen in der DTM (vormals Deutsche Tourenwagen-Meisterschaft) und gewann dort die Rekordzahl von fünf Meistertiteln. Von 1988 bis 1990 versuchte Schneider sich zudem in der Formel 1, blieb dabei jedoch glück- und erfolglos.

## Karriere
Seine Karriere begann er im Kartsport, den er von 1976 bis 1983 betrieb. Er wurde hier 1980 Deutscher Meister, zwei Jahre später Europameister mit der Nationalmannschaft und 1983 afrikanischer Kartmeister. 1984 wechselte er in die Formel Ford und 1986 die Formel 3, wo er 1987 die Deutsche Meisterschaft gewinnen konnte. Für Ford bestritt er von 1986 bis 1989 auch Tourenwagenrennen auf einem Ford Sierra. Er startete gelegentlich in der Deutschen Tourenwagen-Meisterschaft und gewann 1989 das 24-Stunden-Rennen von Spa-Francorchamps.
In den Jahren 1988 bis 1990 fuhr Schneider für das deutsche Team Zakspeed und für das Arrows-Team in der Formel 1, qualifizierte sich jedoch in dieser Zeit für nur 9 Grand Prix. Seit 1992 fuhr er in verschiedenen Rennserien für das Team AMG Mercedes, unter anderem in der Deutschen Tourenwagen-Meisterschaft und der FIA-GT-Meisterschaft. In der DTM-Saison 2008 fuhr er im HWA-Team für Mercedes-Benz.
Zu seinen Erfolgen zählen der Gewinn der DTM in den Jahren 1995, 2000, 2001, 2003 und 2006 sowie der Gewinn der FIA-GT-Meisterschaft im Jahr 1997. Darüber hinaus wurde er 2002 Vize-Champion in der DTM hinter Laurent Aïello, 1998 Vize-Weltmeister in der FIA-GT-Meisterschaft hinter Klaus Ludwig und 1995 Meister in der ITC sowie 1996 Vize-Meister in der ITC hinter Manuel Reuter. Mit fünf Titeln ist Schneider der erfolgreichste DTM-Fahrer, ebenso nach der Zahl der Pole-Positions und der Rennsiege. In der ewigen Punktewertung liegt er auf Platz zwei hinter Klaus Ludwig.
Am 21. Oktober 2008 gab Schneider seinen Rücktritt vom aktiven Motorsport zum Saisonende bekannt. Er kündigte an, zukünftig als Botschafter, Instruktor und Testfahrer für AMG-Mercedes tätig zu sein. Bernd Schneider war zur Zeit seines Rücktritts der dienstälteste Werksfahrer bei Mercedes-Benz.
In den Jahren 2010 und 2011 war Schneider als Testfahrer entscheidend an der Entwicklung des Mercedes-Benz SLS AMG GT3 beteiligt und startet seitdem gelegentlich bei Langstreckenrennen, wie den 24-Stunden-Rennen auf dem Nürburgring und in Spa-Francorchamps, aber auch vereinzelt bei Rennen der VLN oder der australischen GT-Serie.
2013 gewann er sowohl das 24-Stunden-Rennen von Dubai als auch das 24-Stunden-Rennen auf dem Nürburgring mit einem SLS AMG GT3 des Black-Falcon-Teams. Mit einem SLS AMG GT3 des Teams Erebus Motorsport gewann er das 12-Stunden-Rennen von Bathurst. Ebenso konnte er das 24-Stunden-Rennen von Spa-Francorchamps in einem SLS AMG GT3 des HTP-Motorsport Teams für sich entscheiden. Auch das 12-Stunden-Rennen von Abu Dhabi konnte Schneider, wieder in einem SLS AMG GT3 des Black-Falcon-Teams, gewinnen.

## Privates
Schneider lebt mit seiner Ehefrau und der gemeinsamen Tochter in Monaco und seit 2008 in Bottighofen am Bodensee.
Mit Ex-Ehefrau Nicole Bierhoff (Schwester des Fußballers Oliver Bierhoff) hat er eine Tochter und einen Sohn.

## Auszeichnungen
- ADAC Motorsportler des Jahres 1998 und 2006

## Statistik

### Le-Mans-Ergebnisse
| Jahr | Team         | Fahrzeug             | Teamkollege     | Teamkollege    | Platzierung   | Ausfallgrund         |
| ---- | ------------ | -------------------- | --------------- | -------------- | ------------- | -------------------- |
| 1991 | Joest Racing | Porsche 962C         | Henri Pescarolo | Louis Krages   | Ausfall       | überhitzter Zylinder |
| 1998 | AMG Mercedes | Mercedes-Benz CLK LM | Mark Webber     | Klaus Ludwig   | Ausfall       | Motorschaden         |
| 1999 | HWA AG       | Mercedes-Benz CLR    | Pedro Lamy      | Franck Lagorce | zurückgezogen |                      |

### Sebring-Ergebnisse
| Jahr | Team                 | Fahrzeug     | Teamkollege  | Teamkollege    | Platzierung | Ausfallgrund |
| ---- | -------------------- | ------------ | ------------ | -------------- | ----------- | ------------ |
| 1991 | Joest Porsche Racing | Porsche 962C | Bob Wollek   | Massimo Sigala | Rang 3      |              |
| 1992 | Joest Racing         | Porsche 962C | Louis Krages | Frank Jelinski | Ausfall     | Motorschaden |

### Einzelergebnisse in der Sportwagen-Weltmeisterschaft
| Saison | Team          | Rennwagen   | 1   | 2   | 3   | 4   | 5   | 6   | 7   | 8   | 9   |
| ------ | ------------- | ----------- | --- | --- | --- | --- | --- | --- | --- | --- | --- |
| 1990   | Kremer Racing | Porsche 962 | SUZ | MON | SIL | SPA | DIJ | NÜR | DON | MOT | MEX |
| 1990   | Kremer Racing | Porsche 962 | 13  | 9   | 5   | 9   |     | 18  | 9   | 4   | 7   |
| 1991   | Joest Racing  | Porsche 962 | SUZ | MON | SIL | LEM | NÜR | MAG | MEX | AUT |     |
| 1991   | Joest Racing  | Porsche 962 |     |     |     | DNF |     |     | 3   |     |     |

## Galerie

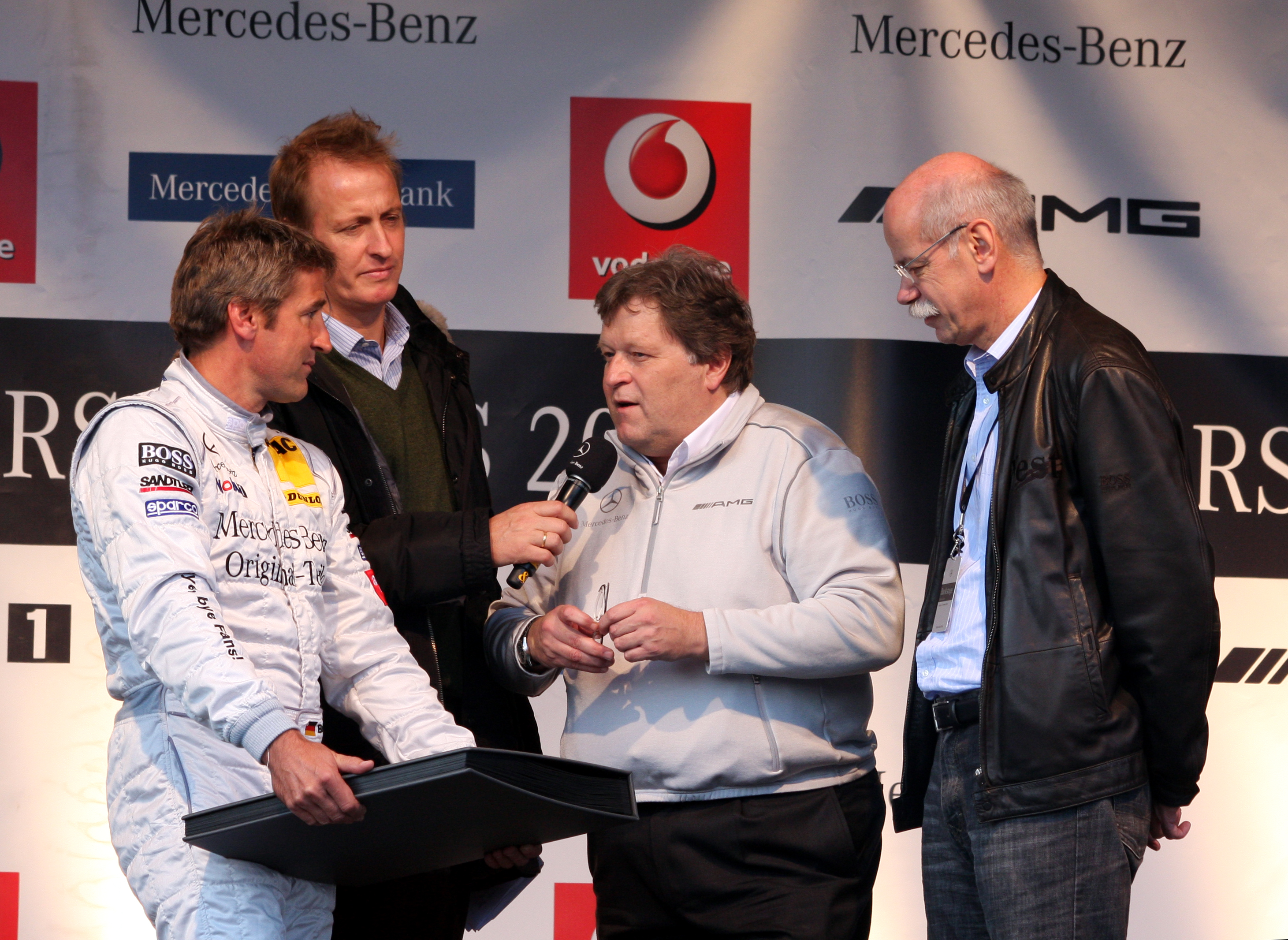
Bernd Schneider zusammen mit Florian König, Norbert Haug und Dieter Zetsche bei Stars and Cars 2008, wo ihm zu seinem Abschied von der DTM ein Buch überreicht wurde.
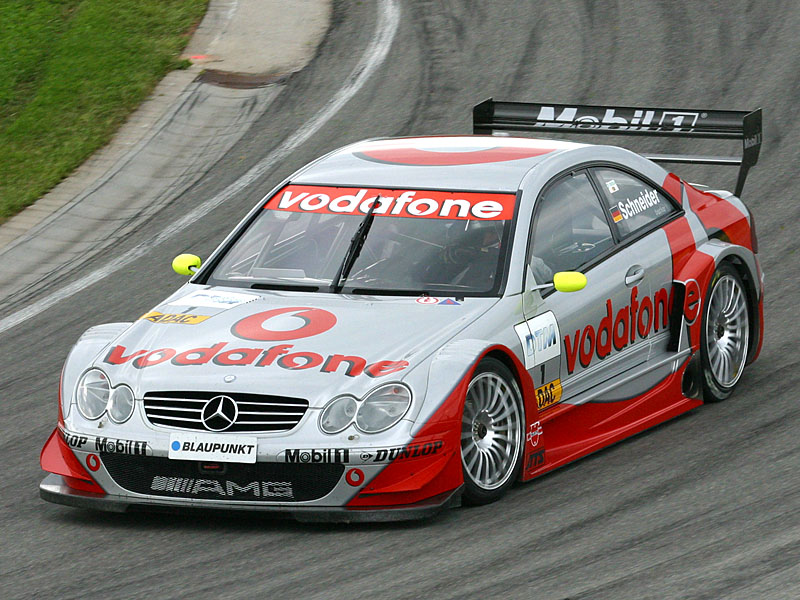
Bernd Schneider, DTM-Lauf auf dem Sachsenring 2002
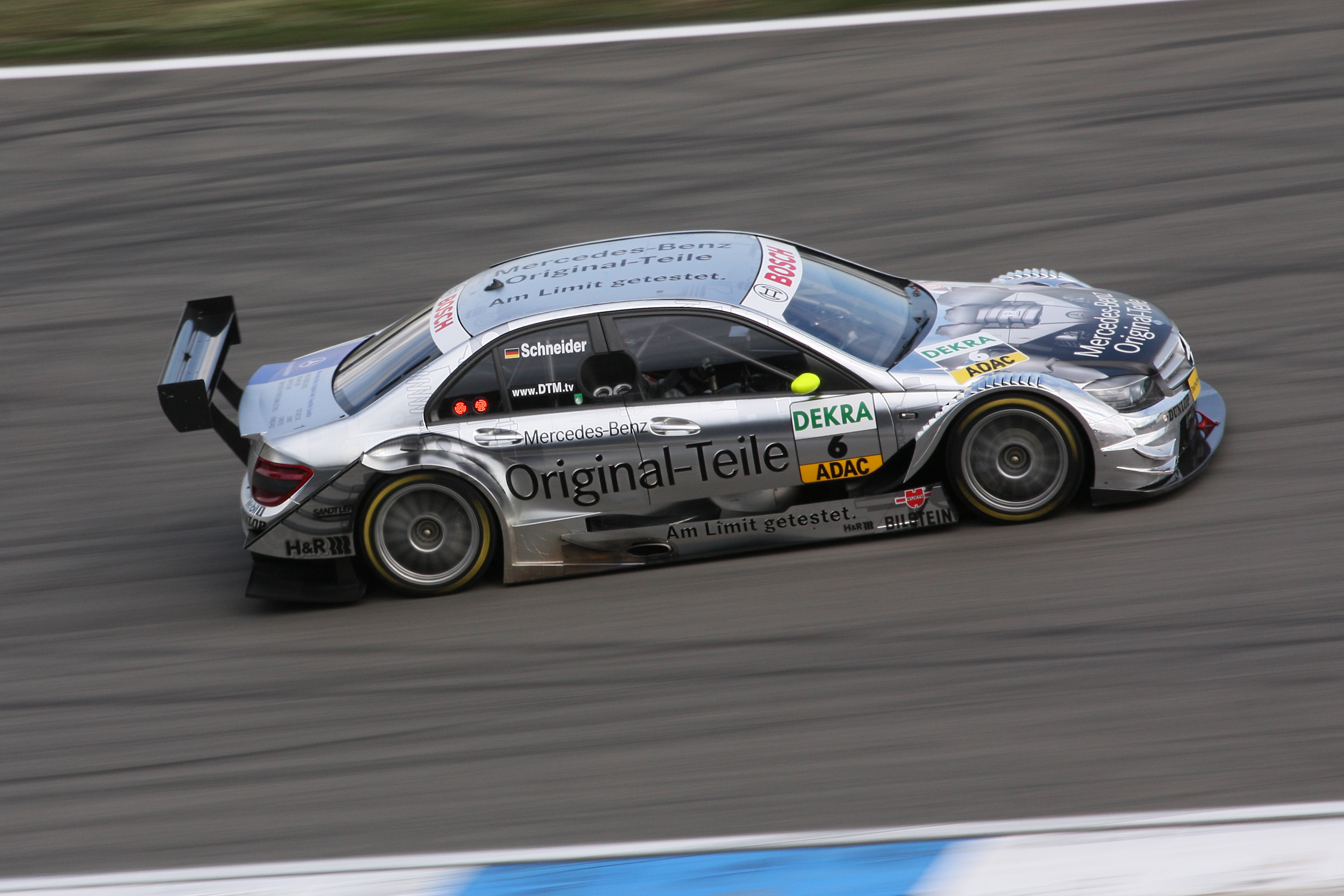
Bernd Schneider in der DTM C-Klasse (W204) auf dem Hockenheimring (2008)